# ده‌باله خال‌خالی
ده‌باله خال‌خالی (نام علمی: Decapterus macarellus) نام یک گونه از سرده ده‌باله‌ها است.